# Пећина са костима
Пећина са костима (рум. Peștera cu Oase) је пећина на територији данашње Румуније где су откривени најстарији трагови постојања људи у Европи. Стари су око 42.000 година и представљају најстарије остатке Homo sapiens-а, а можда представљају и прве људе који су се населили на европском континенту. У пећини је пронађена вилица човека који је живео пре 40 000 година. Научници са Макс Планк института у Немачкој утврдили су да је особа имала неандерталца за претка у 6 колену.
Најстарије писане информације о људима који насељавају територију данашње Румуније су наведене у књизи IV Херодотове Историје, написане 440. пре н. е, где он пише о племенима народа Гети.